# Michigan City (North Dakota)
 For alternative betydninger, se Michigan City. (Se også artikler, som begynder med Michigan City)
Michigan City (lokalt også blot Michigan) er en by i Nelson County, North Dakota, USA. Befolkningen var 294 i 2010.

## Historie
Michigan City blev grundlagt i 1882 af Edwin A. Lamb, der kom fra Port Huron, Michigan.

## Geografi
Michigan City har et areal på 1.35 km².